# São João de Negrilhos
 São João de Negrilhos  ist eine Gemeinde (freguesia) in Portugal und gehört zum Landkreis von Aljustrel, mit einer Fläche von 77,0 km² und 1360 Einwohnern (Stand 19. April 2021). Dies ergibt eine Bevölkerungsdichte von 17,7 Einw./km².
Die Gemeinde umfasst die Orte 
- Montes Velhos
- Aldeia Nova
- Jungeiros